# Histoplasma capsulatum
Histoplasma capsulatum is een dimorfe schimmel die groeit als mucoïde gistvorm bij incubatie op 36 °C, en als pluizige schimmel bij incubatie op 25°C. Deze schimmel veroorzaakt de ziekte histoplasmose.